# Limnoperna fortunei
El mejillón dorado (Limnoperna fortunei) es un molusco bivalvo mitílido de agua dulce del género Limnoperna. Del mismo modo que otros integrantes de la familia Mytilidae, tiene un hábito de vida epifaunal (vive sobre sustratos preferentemente duros o endurecidos), y se alimenta por filtración de partículas microscópicas, como algas y protozoos. Esta especie es originaria de ríos y arroyos del sudeste de Asia, y se ha convertido en una especie invasora en América del Sur adonde fue accidentalmente introducida. Su primer hallazgo en América del Sur ocurrió en 1991 en el Río de la Plata, en la costa del Partido de Berisso, Provincia de Buenos Aires, Argentina.

Macrofouling de Limnoperna fortunei sobre una especie de bivalvo nativo de Argentina

## Limnoperna fortuneicomo especie invasora en América del Sur

### Historia de la invasión
Limnoperna fortunei (Dunker, 1857) (de ahora en más también denominado L. fortunei o mejillón dorado) se trata de una especie con un alto potencial adaptativo y reproductivo. Luego del desarrollo larvario, ejemplares juveniles de 1 mm de longitud ya están en condiciones de sujetarse a sustratos duros. Al comportamiento de incrustación sobre sustratos duros, cuando esto es indeseable para los intereses humanos, se lo conoce como bioensuciamiento  (biofouling en inglés), y provoca impacto tanto en el ambiente humano (por ejemplo, al ocluir tuberías y filtros de tomas de agua de plantas potabilizadoras, refrigeración de industrias y plantas de energía) y como en el ambiente natural (por ejemplo, desplaza especies nativas, cambia la dieta de peces nativos, y es ingeniero de ecosistemas). En América del Sur, hasta la invasión del mejillón dorado en 1991, no existía el macrofouling en agua dulce, que sí se observaba en ambientes estuariales y marinos, desarrollada por otras especies. El primer caso de macrofouling en agua dulce detectado y tratado en América del Sur, ocurrió cuando el mejillón dorado ocluyó tuberías y filtros en la Planta Potabilizadora de agua de la Ciudad de La Plata (los materiales colectados fueron depositados en la Colección Malacológica del Museo de La Plata, Lote MLP-Ma 5203).

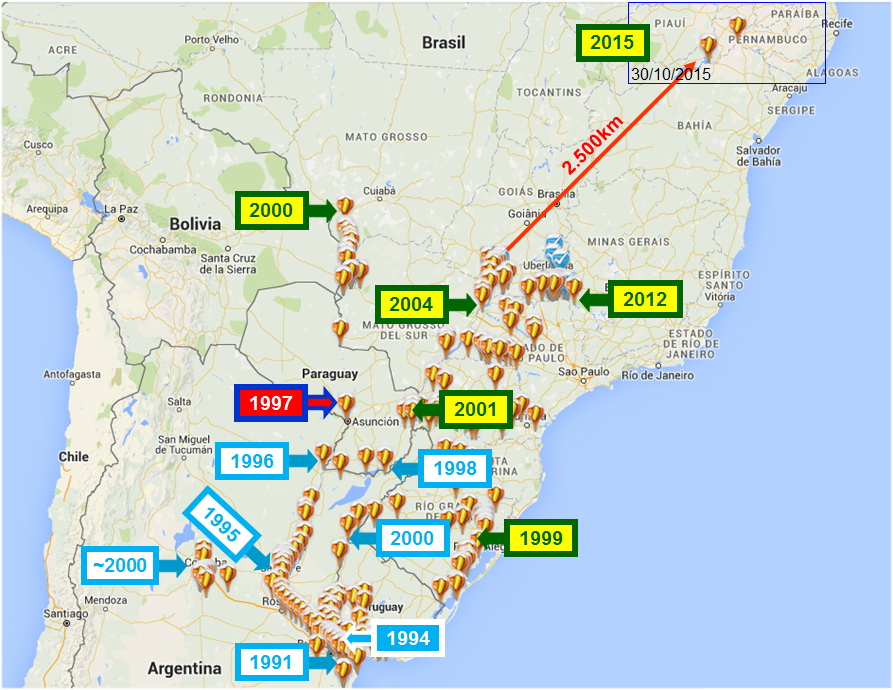
Dispersión del mejillón dorado en América del Sur desde el año 1991 hasta el año 2015

En América del Sur, L. fortunei se ha extendido, en contra de la corriente, en ríos de las principales cuencas (Cuenca del Plata, Guaíba y San Francisco), a una velocidad de 240 km/año. Fundamentalmente, las capacidades antes mencionadas (adaptativas/reproductivas), de esta especie epifaunal  (que vive sobre sustrato duro), le permiten realizar una exitosa y veloz dispersión por los ambientes de agua dulce de la región (ver Figura. Dispersión del mejillón dorado en América del Sur). En los cuerpos de agua invadidos, utilizó todo sustrato duro artificial ( hierro, madera, hormigón, mampostería, plásticos, escombros, vidrios, latas, nailon) y naturales (juncos, otra vegetación acuática, troncos, conchas vacías o con el organismo vivo dentro) disponibles. En los casos en los que el sustrato del cauce es blando (limo-arenoso, arenoso), se las encontró sobre vegetación flotante arraigada al lecho, o sobre conchas vacías o pequeñas piedras los cuales funcionan como núcleo de un racimo de ejemplares (ejemplares del mejillón dorado unos sobre otros), tal como se puede apreciar en la foto. En los casos de sedimentos más sólidos (limo-areno-compacto), el mejillón se asentó directamente sobre sustrato.
La población del mejillón dorado, cuando se asienta en un nuevo ambiente, hay un lapso de tiempo en que incrementa su densidad durante los primeros meses de invasión y, a partir de entonces, comienza su dispersión, como sucede en las cuencas de los más importantes ríos de América del Sur, lo cual continúa hasta la actualidad (invierno del 2020). 

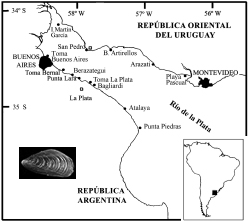
Río de la Plata. Primeras localidades donde se registró la presencia de Limnoperna fortunei.

Limnoperna fortunei se registró por primera vez en América del Sur, en el litoral argentino del Río de la Plata durante el mes de septiembre de 1991 (Pastorino et al., 1993), en el Balneario Bagliardi. Pocos tiempo después se lo detectó también sobre la costa del Balneario Atalaya (35°00´S - 57°33´W) y márgenes del arroyo Miguelín, Punta Lara (34°48´S - 57°59´W). A fines de 1993 se la observó desde Punta Piedras (35º26´S - 57º08´W), límite norte de la Bahía Samborombon, hasta el Balneario Punta Lara (34º48´S - 57º59´W) (ver Figura. Río de la Plata. Primeras localidades donde se registró la presencia de Limnoperna fortunei). Muestreos realizados entre 1993 y 1994 en el Río de la Plata muestran la presencia de L. fortunei en altas densidades (del orden de los 5.000 ejemplares/m²) en la costa de Berazategui (34º45´S - 58º08´W). A principios de 1994 esta especie, ocasionó macrofouling, además de la toma de agua de la Planta Potabilizadora de la Ciudad de La Plata, también en otras tomas de agua para consumo humano de Bernal (34º40´S - 58º14´W) y de la Ciudad de Buenos Aires (34º35´S - 58º22´W). En 1995 también fue registrada en la Isla Martín García (34º11´S - 58º 15´W). 
En septiembre de 1994 se citó a L fortunei, por primera vez, en la costa uruguaya del Río de la Plata, en el balneario Artilleros (Departamento de Colonia, 34º27´S - 57º32´W), en Playa Pascual (Departamento de San José, 34°47′S-56°25′W). A fines de 1994 y principios de 1995 en Barracas de San Pedro (34º28´S - 58º51´W), en Arazatí (San José).

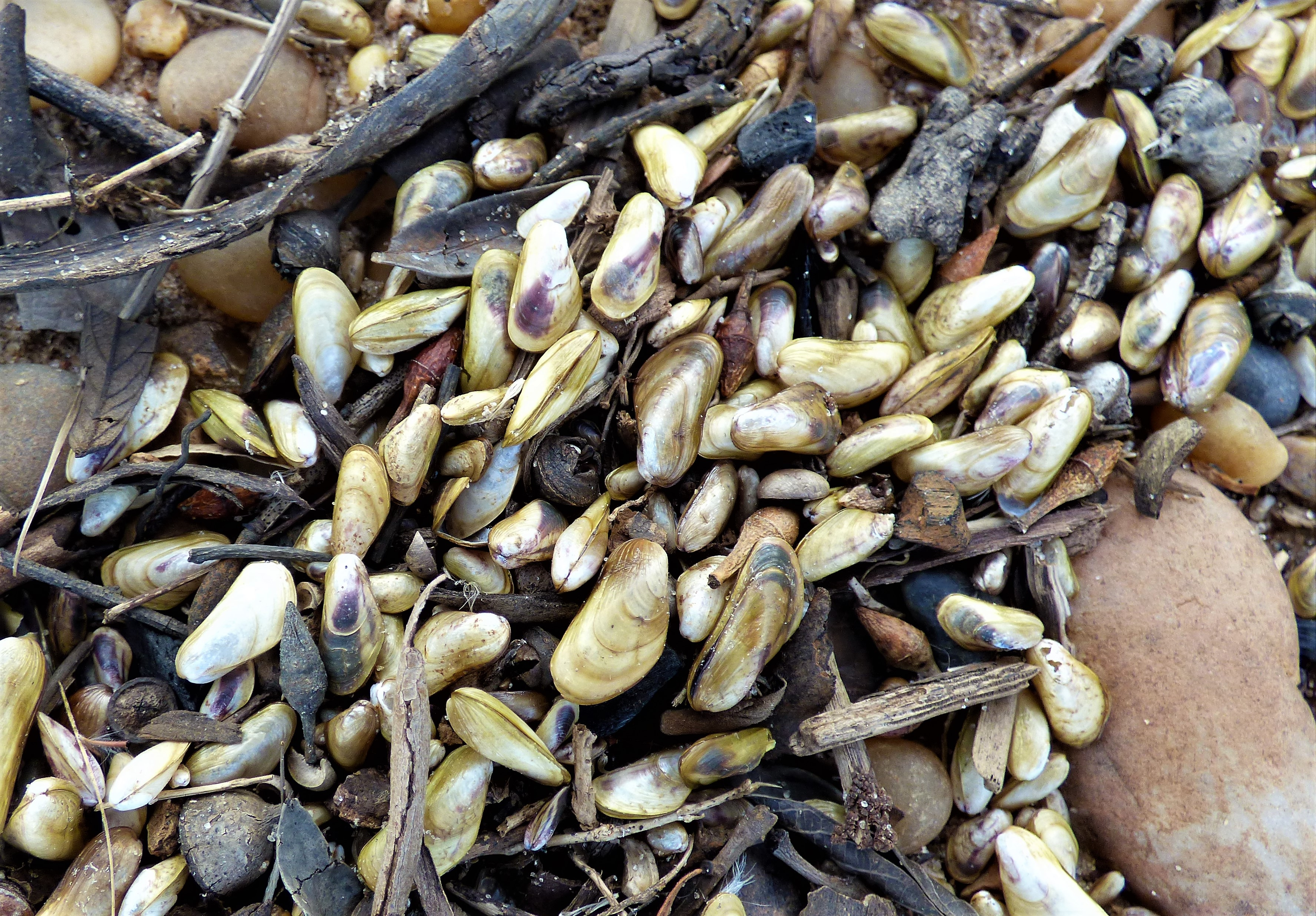
Mejillón dorado en la represa de Salto Grande, Uruguay

La invasión del mejillón dorado al río Uruguay y afluentes se registra a partir de fines de los ´90. A mediados de 1999 se registraron los primeros problemas de macrofouling en la planta potabilizadora de la ciudad de Montevideo, Uruguay, localizada sobre el Río Santa Lucía, Canelones. En febrero de 2001 se registró la presencia de formas larvales y adultos sobre la costa uruguaya del Río Uruguay, en el Balneario Las Cañas y en otras plantas potabilizadoras como, por ejemplo, Nuevo Berlín en el Río Negro (33º 01´S – 58º 03´W), Fray Bentos (río Uruguay; 33º 07´S – 58° 18¨W), Mercedes (33º 13´S – 58º 00´W) (río Buquelo, desembocadura del río Negro). En el año 2000 se registraron adultos y juveniles del mejillón dorado en el Embalse Palmar, situado sobre el Río Negro (33º 05´S – 51º 18´W). En este embalse y en el Río Yí (33º 30´S – 56º 02´W) se detectaron larvas de moluscos en muestras de plancton. En septiembre de 2001 se registró la presencia de L. fortunei en la central hidroeléctrica de Salto Grande (Argentina-Uruguay) (31° 17´S - 57º 57´W). En el 2005, se registra al mejillón dorado para nuevas localidades en Uruguay, como el río San José y el río San Salvador.

### Dispersión del mejillón dorado en el río Paraná, Argentina
Durante el último cuatrimestre de 1995, todo 1996, 1997 y 1998, se realizaron colectas del mejillón dorado sobre el Río Paraná (Tabla 1), primero en ciudades como San Nicolás, Zarate, Rosario y Santa Fe (el entonces denominado el cordón industrial de la zona).   
| Lugar de muestreo                  | año  | Coordenadas         |
| ---------------------------------- | ---- | ------------------- |
| Vuelta del Este, Zarate            | 1995 | 34º 07´S - 59º 01´W |
| Paso Burghi, Rosario               | 1995 | 32° 50´S - 60° 35´W |
| Ciudad de Paraná                   | 1996 | 31° 42´S - 60° 32´W |
| Ciudad San Fe                      | 1996 | 31° 40´S - 60° 40´W |
| Ciudad de Goya                     | 1996 | 29º 08´S - 59º 16´W |
| Río San Javier, en Santa Rosa      | 1996 | 31° 25´S - 60° 19´W |
| Río El Correntoso, en Santa Fe     | 1996 | 31° 41´S - 60° 42´W |
| Río Salado del Norte, Santo Tome   | 1996 | 31° 40´S - 60° 45´W |
| Isla del Cerrito                   | 1996 | 27º 20´S - 58º 43´W |
| Central Hidroeléctrica de Yacyretá | 1998 | 27º29´S - 56º44´W   |

Con la llegada del mejillón dorado a mediados de los ´90 al Río Paraná, dos cosas sucedieron:
1)    Macrofouling en el entonces cordón industrial emplazado a orillas del mencionado río.
2)    A partir de Santa Fe, el río Paraná comienza a mostrar una amplia llanura de inundación, lo que facilito la dispersión de esta especie en toda la sección transversal de la región, dispersándose en los ríos San Javier, Correntoso, Salado del Norte en Santo Tomé (31º40´S - 60º45´W) (Darrigran & Ezcurra de Drago, 2000) y lagunas anexas.
En 1996 el mejillón dorado fue registrada en muestras de fouling en Isla del Cerrito (límite de la unión de los ríos Paraná y Paraguay) (Tabla 1) y en 1997 en el Puerto de Asunción (Paraguay) (25º17´S - 57º38´W), sobre el Río Paraguay. En 1998 fue hallada en la Central Hidroeléctrica de Yacyretá (Argentina-Paraguay), en el Paraná superior y, hacia fines del mismo año, en el Puerto de Posadas (Misiones). En abril de 2001, se registró la presencia de L. fortunei en la Central Hidroeléctrica de Itaipú (Brasil-Paraguay), donde para ese entonces era la central hidroeléctrica más grande del Mundo. A través de un tributario del Río Paraná, el Río Carcarañá, el mejillón dorado se dispersó hacia el oeste de la Argentina (aproximadamente en 2002), a Embalse Río Tercero, Córdoba, en una de las Plantas Nucleares generadoras de energía de Argentina (32º12´S - 64º27´W).

### Invasión del mejillón dorado en Brasil
La invasión de Limnoperna fortunei en Brasil ocurrió prácticamente al mismo tiempo en dos localidades distantes, a través de dos vías diferentes:
1.    a. El Mato Grosso do Sul, posiblemente a través de la migración de la población que arribó al Río de la Plata en 1991, recorriendo los ríos Paraná y Paraguay, auxiliada por la intensa navegación fluvial (Tabla 2).
| Lugar de muestreo                           | año  | Coordenadas                 |
| ------------------------------------------- | ---- | --------------------------- |
| Río Miranda-confluencia con el Río Vermelho | 2004 | 19° 36,40' S - 56° 58,53´ W |
| Río Apa - confluencia                       | 2004 | 22º´06.24S - 57° 55,48' W   |
| Bahía Gaiva                                 | 2003 | 17º44.04´S - 57º41.12´W     |
| Río Paraguay. Amolar                        | 2003 | 18º05.10´S - 57º28.29´W     |
| Canal Bahía Mandioré                        | 2003 | 18º15.19´S - 57º27.08´W     |
| Río Miranda. Passo do Lontra                | 2003 | 19º34.39´S - 57º02.15´W     |
| Bahía Zé Dias                               | 2001 | 17º52.39´S - 57º30.44´W     |
| Río Paraguay Puerto Esperança               | 2000 | 19º35.55´S - 57º26.28´W     |
| Río Paraguay. Bela Vista                    | 1999 | 17º38.29´S - 57º41.28´W     |
| Bahía do Castelo                            | 1999 | 18º35.18´S - 57º32.10´W     |
| Río Paraguay. Morraría Acurizal             | 1999 | 17º43.52´S 57º39.42´W       |
| Río Paraguay. Forte Coimbra                 | 1999 | 19º 55´S - 57º 47´W         |
| Bahía de Tuiuiú                             | 1998 | 18º49.18´S - 57º39.13´W     |
| Río Paraguay. Corumbá                       | 1998 | 18º59.55´S - 57º39.20´W     |
| Río Paraguay. Ladário                       | 1998 | 19º01.15´S - 57º35.54´W     |
| Río Paraguay. Puerto Murtinho               | 1998 | 27º43.33´S - 57º56.01´W     |
| Canal do Tamengo                            | 1998 |                             |

1.    b. Vía río Paraná. Los primeros registros de la llegada del mejillón dorado al Brasil fueron en abril de 2001, en la Usina Hidroeléctrica de Itaipú (Tabla 3).

| Lugar de muestreo                                                                                            | año  | Coordenadas             |
| --- | ---- | ----------------------- |
| Central Hidroeléctrica Itaipú                                                                                | 2001 | 25°24′28″S - 54°35′24´W |
| Embalse de Piraquara, río Piraquara                                                                          | 2001 | 25°43´S - 53°47´W       |
| Unidad Generadora de la UHE Ing. Sérgio Motta (Puerto Primavera)                                             | 2002 | 22º 30´S - 53º 00´W     |
| Estado de San Pablo; río Paranapanema, en la confluencia con el río Paraná, próxima a la localidad de Rosana | 2002 | 22° 31´S - 53°00´W      |
| Usina Sao Simon CEMIG (Rio Paranaíba)                                                                        | 2003 | 21º 48´S - 47º72´W      |
| Río Tietí, junto al embalse de Barra Bonita, próximo a la capital del estado de San Pablo.                   | 2004 | 22º 31´S - 48º 32´W     |
| UHE de Isla Solteira                                                                                         | 2004 | 20º 25´S - 51º 19´W     |
| Presencia de ejemplares en la esclusa de la UE Ing. Souza Días (Jupiá)                                       | 2004 | 20° 18′S 52° 29′W       |
| En un puente en el río Paranaíba, en la localidad de Porto Alencastro                                        | 2004 | 19º 39´S - 55º08´W      |
| Larvas del mejillón dorado en confluencias del Paranaiba con el río Claro con el río Verde.                  | 2004 | 19º 19´S - 50º50´W      |

2.    Por agua de lastre de embarcaciones que llegaron hasta los puertos más interiores junto al lago Guaiba, a través de la Lagoa dos Patos.
Este ambiente es una albúfera que se comunica con el Atlántico a través de la barra de Rio Grande, junto a la ciudad del mismo nombre, en el sur del Estado de Rio Grande do Sul. Esta introducción podría haber sido independiente de la anterior, ya que la Cuenca del Plata carece de comunicación directa con Lagoa dos Patos (Tabla 4).
| Lugar de muestreo                                                                             | año  | Coordenadas         |
| --------------------------------------------------------------------------------------------- | ---- | ------------------- |
| Cuenca del Guaíba, Delta del Jacuí                                                            | 1998 | 23° 2´S – 51° 13´W  |
| Playas del lago Guaíba, próximo al estrecho de Itapuá                                         | 1999 | 30° 11´S – 51° 11´W |
| Lagoa dos Patos, en sus márgenes norte hasta Arambaré                                         | 2000 | 30° 54´S - 51° 30´W |
| Desembocadura río San Lorenzo                                                                 | 2001 | 31° 20´S - 51° 58´W |
| Canal San Gonzalo, que une Lagoa dos Patos a la Lagoa Mirim                                   | 2003 | 31° 57´S – 52° 25´W |
| Al sur de la Laguna dos Patos, en la playa Laranjal                                           | 2003 | 31° 45´S - 52º 14´W |
| En la Isla Feitoria, en el municipio de Pelotas                                               | 2003 | 31° 40´S - 52º 02´W |
| En las márgenes del Jacuí, ciudad Santo Amaro do Sul en compuertas e instalaciones portuarias | 2003 | 29º 56´S - 51º 53´W |
| Ciudad de Estrela                                                                             | 2003 | 29º 28´S - 51º 58´W |
| Localidad Bom Retiro do Sul                                                                   | 2003 | 29º 36´S - 51º 57´W |

El primer registro de esta especie en la cuenca del Guaíba se remonta al mes de noviembre de 1998, durante un inventario faunístico realizado por biólogos de la Fundación Zoobotanica de Rio Grande do Sul, en el Delta del Jacuí. En aquel momento fue colectado un ejemplar juvenil de Limnoperna fortunei de 1 mm de longitud, fijo a raíces de un camalote o aguapé, en las márgenes de la isla Chico Ingles, situada frente al área portuaria de Porto Alegre. En enero de 1999 fueron encontrados varios ejemplares, de hasta 8 mm de longitud, separados o en grupos de pocos individuos, a 70 km al sur del delta, en las playas del lago Guaíba, próximo al estrecho de Itapuá, que establece comunicación con la Lagoa dos Patos.

## Impactos de la invasión
Ocasiona el impacto económico-ambiental conocido como macrofouling (incrustaciones de organismos en distintos tipos de sustratos). Produce daños en tomas y plantas potabilizadoras de agua, a cuyas construcciones sumergidas se adhiere, donde crece y se reproduce. Como consecuencia reducen el diámetro de tuberías, disminuyendo la velocidad de flujo del agua, y obstruyen los filtros por acumulación de valvas vacías.
Su ingreso se produjo por transporte en el agua de lastre de embarcaciones procedentes de su lugar de origen. A través de la actividad pesquera se diseminó hasta Sao Paulo a través del río Paraná, y hasta El Pantanal por el río Paraguay.
Otro impacto producido por esta especie tiene lugar en las centrales eléctricas de Yacyretá, donde comenzó a afectar el funcionamiento de las turbinas a partir de 1995, y de Itaipú desde su detección en 2001.
Su gran capacidad reproductiva origina poblaciones numerosas que no sólo obstruyen conductos, sino que también afectan sistemas de refrigeración, mientras que su mortalidad masiva genera focos de contaminación orgánica. Por otra parte, ha desplazado competitivamente a poblaciones nativas de gasterópodos y bivalvos